# Флаг Чагодощенского района
Флаг муниципального образования Чагодо́щенский муниципальный район Вологодской области Российской Федерации — опознавательно-правовой знак, служащий официальным символом муниципального образования.
Утверждён 26 октября 2006 года и внесён в Государственный геральдический регистр Российской Федерации с присвоением регистрационного номера 2689.

## Описание
Представляет собой полотнище с отношением ширины к длине 2:3, несущее изображение фигур и цветов полей герба в упрощённой версии.
Геральдическое описание герба, утверждённого 28 февраля 2006 года, гласило: «В зелёном щите с красной оконечностью — золотой сосуд на фоне золотого треугольника вершиной вниз. В вольной части — герб Вологодской области».
Геральдическое описание герба, утверждённого 26 октября 2006 года, гласит: «В зелёном щите золотой сосуд на фоне золотого треугольника вершиной вниз. В вольной части — герб Вологодской области».

## Обоснование символики
Флаг Чагодощенского муниципального района — опознавательно-правовой знак, составленный на основании герба, по правилам и соответствующим традициям вексиллологии, и отражает исторические, культурные, общественные, национальные и другие местные традиции.
Золотой сосуд символизирует старейшее производство Чагодощенской земли — стекловарение, с разнообразным ассортиментом продукции.
Золотая стена в форме треугольника говорит о том, что основу экономики района составляет стекольная промышленность, которая представлена тремя стеклозаводами.
Зелёный цвет символизирует жизнь, здоровье, возрождение.
Золотой цвет символизирует прочность, величие, мудрость, великодушие.
Красный цвет символизирует свободу. (Относится к флагу, утверждённому 28 февраля 2006 года)